# Чемпионат Бразилии по шашкам-64 среди мужчин 2013
Чемпионат Бразилии по бразильским шашкам среди мужчин 2013 проходил в марте и явился 40-м чемпионатом страны. Турнир проводился по швейцарской системе в 9 туров. В нём приняли участие 78 спортсменов.

## Призёры
| Место | Участник          | Рейтинг | Очки |
| ----- | ----------------- | ------- | ---- |
| 1     | Аугусту Карвалью  | 2541    | 15   |
| 2     | Франциску Марцелу | 2513    | 14   |
| 3     | Роберио Барбоса   | 2312    | 13   |